# 迷宮寺院ダババ
『迷宮寺院ダババ』（めいきゅうじいんダババ）は、コナミが1987年5月29日に発売したファミリーコンピュータ ディスクシステム用ソフト。

## 概要
トップビュー型のアクションゲーム。プレイヤー・敵ともマス目を跳ねるようにして移動する。この際、Aボタンを押しながら移動すると1マス飛び越えて移動する。ステージはエリアと呼ばれ、各エリアのボスを倒すとクリアとなる。

## 設定

### ストーリー
太古の昔、インドのパータリプトラ村には邪神ダババを祀る邪教の寺院が存在した。しかし、さる高僧がダババを打ち破って村人を邪教から解放し、ダババ寺院の跡地にスーリヤ寺院を建てて巨大な迷宮の奥深くにダババを封じた経典を隠し、村に平和が戻った。
それから月日は流れ、孤児として棄てられていた所をスーリヤ寺院の老僧ヴィマラに保護されたシヴァはヴィマラの弟子として真面目に修練を重ねていたが、もう1人の弟子ライドンの方は裕福な家庭の出身で修行に臨む態度は不真面目そのものであった。そんなある日、ライドンが修行をさぼって寺院を探索していると厳重に封印が施された経典を発見する。その経典こそ、邪神ダババが封印された経典であった。その日を境にライドンは忽然と姿を消す。封印の経典を共に・・・。
ライドンが姿を消して3年が経ち、人々は修行が嫌になって逃げ出したのだろうと噂していた。ところが、その頃から村の若い娘たちが次々と神隠しに遭う事件が発生。そして遂に、ヴィマラの1人娘・ターニャまでもが、シヴァの眼前で邪神・ダババの力を手にしたライドンの手下によって連れ去られてしまう。シヴァはターニャを救うべく、経典が封印されていた迷宮に足を踏み入れる。

### ステージ構成
エリア1・タキシダーラ湖→ガリー寺院
呪われた湖。
湖畔にあるガリー寺院で待ち受けるボス・大顔仏（だいがんぶつ）は顔面だけで浮遊し、プレイヤーを口に含んで吐き出す攻撃を仕掛けて来る。
エリア2・マラカンド火山帯→ビマラ寺院
火山弾が絶え間なく降り注ぐ危険地帯。
ビマラ寺院で待ち受けるボス・魔王カーリア（まおうカーリア）は凶暴な竜。
エリア3・ジャンディアール高原→ガルダ寺院
毒草の生い茂る不気味な草原。
ガルダ寺院で待ち受けるボス・餓鬼玉（がきだま）は3体同時に出現し、無数の餓鬼を生み出して攻撃して来る。
エリア4・ダババ寺院
邪神ダババが封じられていた迷宮寺院。フィールドステージが無い分、前の3エリアよりもステージが多い。
ボスはダババの邪悪な力を手にして怪物と化したライドンと復活した邪神ダババの二連戦。
このエリアをクリアするとエンディングとなる。

## 音楽
サウンドトラック
- 『ファミコン 20TH アニバーサリー オリジナル・サウンド・トラックス VOL.3』
2004年4月21日、サイトロン・デジタルコンテンツより発売されたCD内の一作品として収録されている。
- 『コナミ・ファミコン・クロニクル Vol.1 ディスクシステム編』

## スタッフ
- キャラクター：SHINTA
- オマケ：YOSHIRIN（吉本陽一）
- サウンド：RUSHER（坂元信也）、SATOE（寺島里恵）、CHARLEY（禎清宏）
- プログラム：NOBUCHAN（松岡伸治）、PUUSAN、OBOCHAN

## 評価
- ゲーム誌『ファミコン通信』のクロスレビューでは、7・8・8・8の合計31点（満40点）でシルバー殿堂入りを獲得している[4][1]。レビュアーの意見としては、「『キングコング』のプログラムに『ニコル』のキャラクターを組み合わせたようなゲーム」などと評されている[4]。

- ゲーム誌『ファミリーコンピュータMagazine』の読者投票による「ゲーム通信簿」での評価は以下の通り15.81点（満25点）となっている[2]。また、同雑誌1991年5月24日号特別付録の「ファミコンディスクカード オールカタログ」では、「キャラクターの移動が1マス単位で跳ねながら動くので新しかった。コナミのゲームらしく、操作性もよく、インド風のBGMもなかなか雰囲気がでていて、誰でも気軽に楽しめるゲームだ」と紹介されている[2]。

| 項目 | キャラクタ | 音楽 | 操作性 | 熱中度 | お買得度 | オリジナリティ | 総合  |
| 得点 | 3.25       | 3.25 | 2.96   | 3.15   | -        | 3.20           | 15.81 |

- ゲーム誌『ユーゲー』では、「コナミお得意のACGにパズル要素を加味した、味わい深いゲームに仕上がっている」と評している[3]。

## 関連書籍
- 迷宮寺院ダババ完全必勝本（JICC出版局）ISBN 4880632902
- ファミリーコンピュータ完ペキ攻略本シリーズ 迷宮寺院ダババ（コスカ出版）ISBN 4876510148